# Borneacanthus parvus
Borneacanthus parvus är en akantusväxtart som beskrevs av Cornelis Eliza Bertus Bremekamp. Borneacanthus parvus ingår i släktet Borneacanthus och familjen akantusväxter. Inga underarter finns listade i Catalogue of Life.